# Малоземельский сельсовет
Малоземе́льский сельсове́т — сельское поселение в Ненецком автономном округе Российской Федерации. Единственный населённый пункт муниципального образования — посёлок Нельмин-Нос.

## География
Нельмин Нос расположен на берегу реки Печоры, в 60 км от административного центра Ненецкого автономного округа — города Нарьян-Мар.

## Население
| 2010 | 2011 | 2012 | 2013 | 2014 | 2015 | 2016 | 2017 | 2018 |
| ---- | ---- | ---- | ---- | ---- | ---- | ---- | ---- | ---- |
| 916  | ↗941 | ↘879 | ↘847 | ↘816 | ↘796 | ↗799 | ↗817 | ↘800 |
| 2019 | 2020 | 2021 | 2023 |      |      |      |      |      |
| ↘773 | ↘760 | ↘598 | ↘597 |      |      |      |      |      |

### Национальный состав
Русские, ненцы, коми.
В сельсовете расположены базы семейно-родовых общин коренных малочисленных народов Севера «Илебц», «Табседа», «Нерута», «Опседа», «Варк», «Сенга», «Вындер», «Малоземелец». Они занимаются традиционным видом хозяйствования — оленеводством, являются основными производителями сельскохозяйственной продукции.